# Guinea Xích Đạo tại Thế vận hội
Guinea Xích Đạo tham gia Thế vận hội lần đầu tiên vào năm 1984, và đã liên tục gửi các vận động viên (VĐV) tới tranh tài tại các kỳ Thế vận hội Mùa hè kể từ đó. Quốc gia này chưa từng tham dự Thế vận hội Mùa đông.
Năm 2016, không một VĐV Guinea Xích Đạo nào giành được huy chương tại Thế vận hội. Vận động viên Eric Moussambani của Guinea Xích Đạo được biết tới là người đã thực hiện phần thi bơi tự do 100 mét chậm nhất lịch sử Olympic tại Thế vận hội Mùa hè 2000.
Ủy ban Olympic quốc gia của Guinea Xích Đạo được thành lập năm 1980 và được Ủy ban Olympic Quốc tế công nhận năm 1984.

## Bảng huy chương

### Huy chương tại các kỳ Thế vận hội Mùa hè
| Thế vận hội         | Số VĐV        | Vàng          | Bạc           | Đồng          | Tổng số       | Xếp thứ       |
| 1896–1980           | không tham dự | không tham dự | không tham dự | không tham dự | không tham dự | không tham dự |
| Los Angeles 1984    | 5             | 0             | 0             | 0             | 0             | –             |
| Seoul 1988          | 6             | 0             | 0             | 0             | 0             | –             |
| Barcelona 1992      | 7             | 0             | 0             | 0             | 0             | –             |
| Atlanta 1996        | 5             | 0             | 0             | 0             | 0             | –             |
| Sydney 2000         | 4             | 0             | 0             | 0             | 0             | –             |
| Athens 2004         | 2             | 0             | 0             | 0             | 0             | –             |
| Bắc Kinh 2008       | 3             | 0             | 0             | 0             | 0             | –             |
| Luân Đôn 2012       | 2             | 0             | 0             | 0             | 0             | –             |
| Rio de Janeiro 2016 | 2             | 0             | 0             | 0             | 0             | –             |
| Tokyo 2020          | chưa diễn ra  |               |               |               |               |               |
| Tổng số             | Tổng số       | 0             | 0             | 0             | 0             | –             |